# Santa Eulalia, San Pedro
Santa Eulalia är en ort i Mexiko.   Den ligger i kommunen San Pedro och delstaten Coahuila, i den centrala delen av landet, 800 km nordväst om huvudstaden Mexico City. Santa Eulalia ligger 1 110 meter över havet och antalet invånare är 467.
Terrängen runt Santa Eulalia är platt åt nordost, men åt sydväst är den kuperad. Runt Santa Eulalia är det mycket glesbefolkat, med 5 invånare per kvadratkilometer. Närmaste större samhälle är San Antonio del Coyote, 17,0 km väster om Santa Eulalia. Omgivningarna runt Santa Eulalia är i huvudsak ett öppet busklandskap.